# Chabo

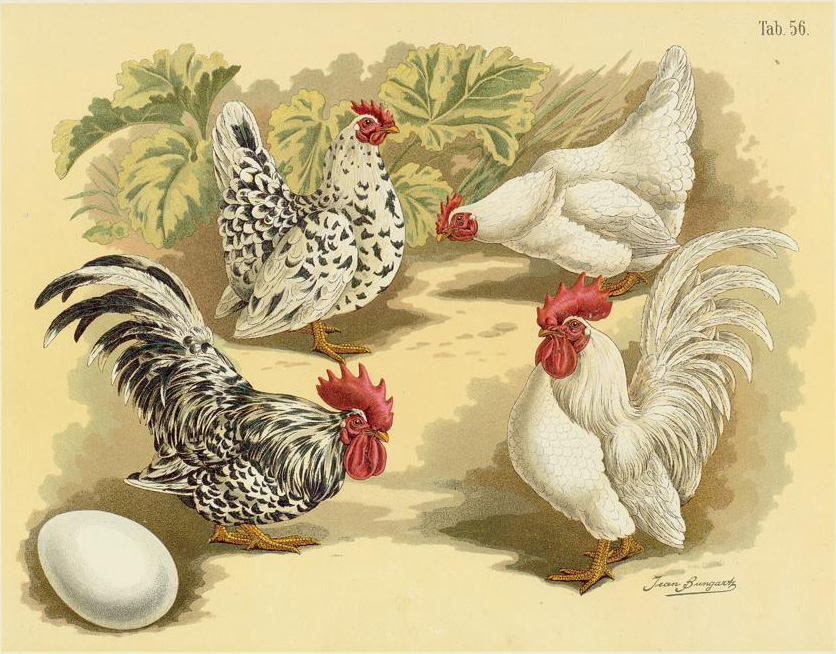
Chabo-Hühner

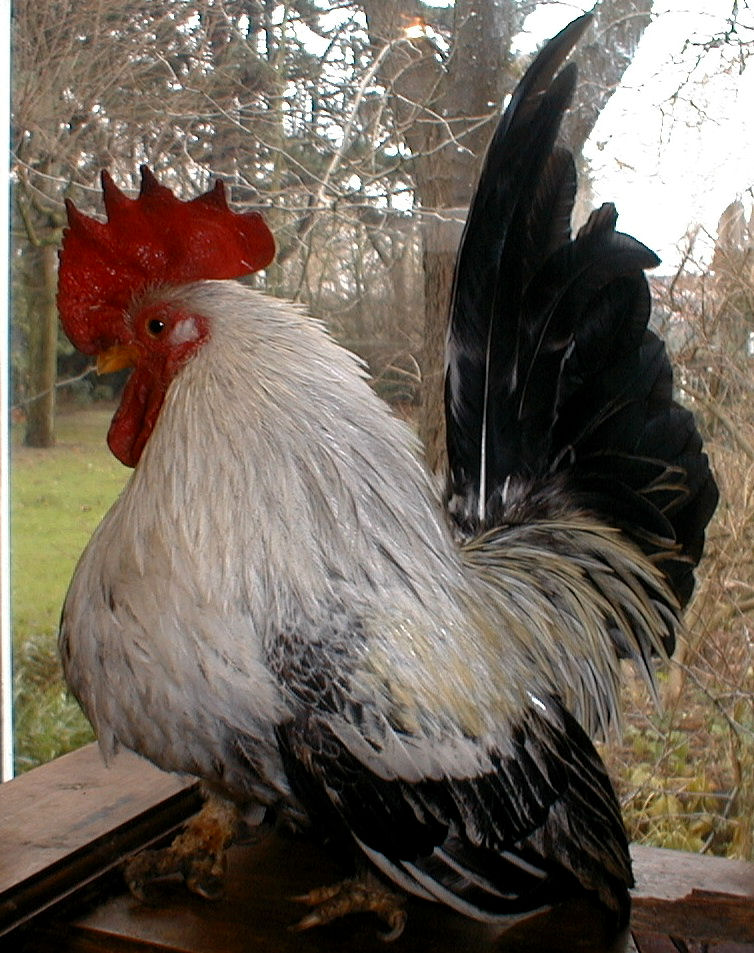
Hahn

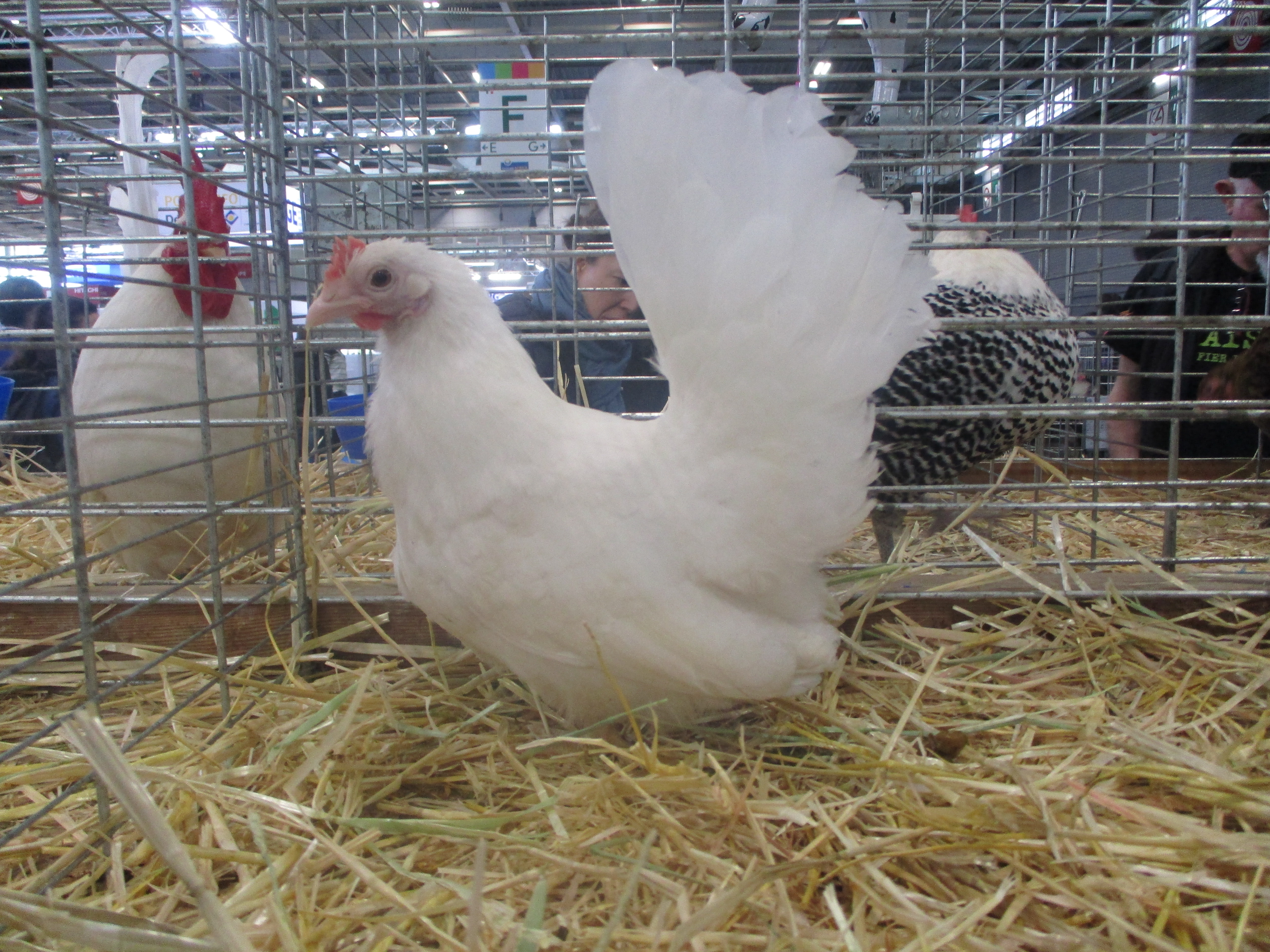
Huhn

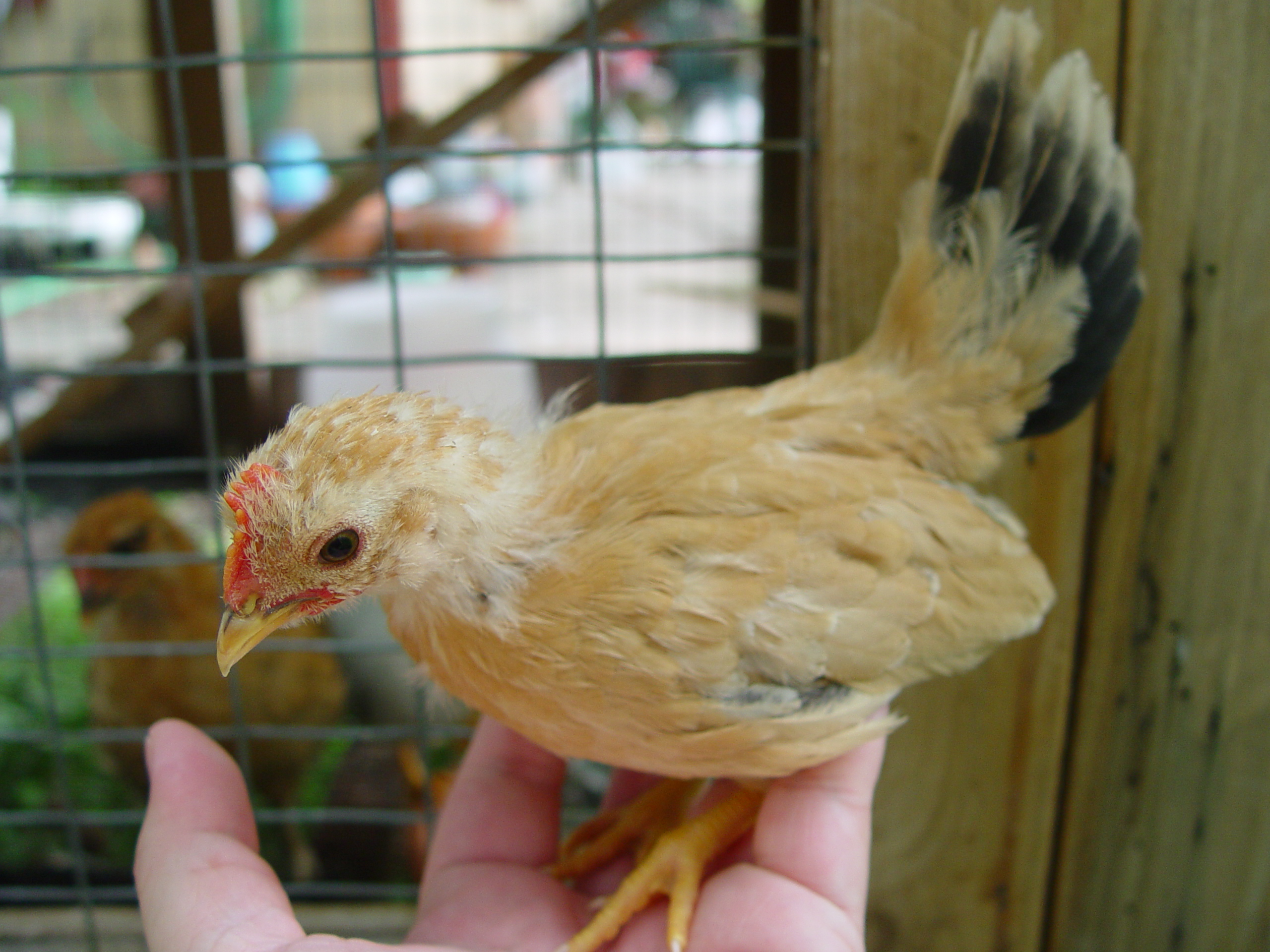
Küken

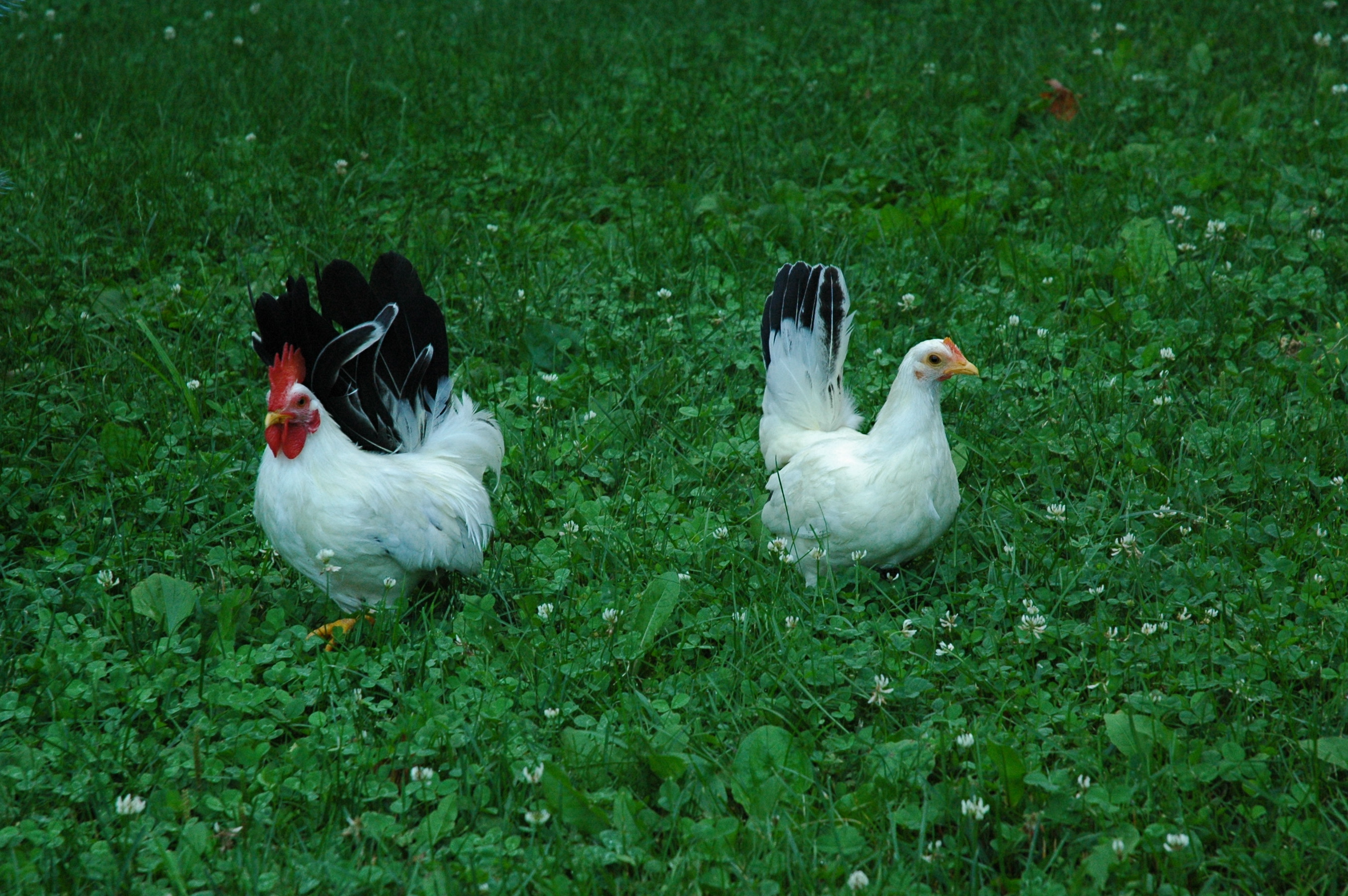
Paar

Chabos sind eine japanische Zwerghuhnrasse.

## Herkunft und Geschichte
Es gibt Belege für Vorkommen von Chabos aus dem 16. Jahrhundert. Chabos wurden 1630 aus China nach Japan eingeführt.
Auf einem Gemälde von Jan Steens aus dem Jahre 1660 sind Chabo-ähnliche Typen abgebildet.

Manfred Bartl und Helmut Knoll: 
„Allgemein wird davon ausgegangen, dass die Zwerge am Anfang der Tokugawa-Periode (1615) aus der Region "Chamba", dem jetzigen Thailand, nach Japan eingeführt wurden. Wahrscheinlich war das damals ein zwar kleines, kurzbeiniges Huhn, jedoch nicht den Typ betreffend, wie er zum Zeitpunkt des Eintritts in Europa bekannt wurde. Das ursprünglich durch eine Mutation (das Ergebnis einer spontanen genetischen Veränderung) entstandene Zwerghuhn kam vermutlich in sehr breiter Streuung vor. Es war ganz bestimmt nicht nach Farbenschlägen geordnet. Auch sind die Chabo nicht auf allen vier Hauptinseln Japans gleichzeitig gezüchtet und verfeinert worden. So sind letztlich einige Varietäten entstanden: Chabo mit mittelgrossem Kamm, sehr viel später die Higo Chabo, mit sehr grosem Kamm und Kehllappen, die Taikan und Daruma. Higo ist eine japanische Region, Tai bedeutet gross, Kan bedeutet Kamm. Ebenso entstanden die Okina Chabo mit Bart und immer in Weiss.“

## Allgemeines
Chabos sind reine Zwerghühner. Hennen wiegen nur etwa 500–600 Gramm und Hähne 600–700 Gramm, womit sie zu den kleinsten Hühnerrassen zählen. Es gibt keine Großform.
Sie sind vor allem bei Kindern und Hobbyhaltern beliebt, weil sie einen sehr guten Charakter haben und auch sehr zutraulich werden können.
Chabos werden auch gerne in Stadtgärten oder Siedlungen gehalten, da die Hähne aufgrund ihrer Größe ein ziemlich leises Krähen haben.
Bei den Chabos kann man auch mehrere Hähne halten, da es unter ihnen kaum zu Streitigkeiten kommt.
Von den Chabos gibt es auch eine andere Form mit Bart, die Okina-Chabos.